# 関市立瀬尻小学校
関市立瀬尻小学校（せきしりつ せじりしょうがっこう）とは、岐阜県関市にある公立小学校。

## 通学区域
- 通学区域は、西仙房の一部、小瀬の一部、緑ケ丘1丁目[1]・2丁目、池尻、広見、山王通2丁目、北福野町2丁目、小瀬南1・2丁目、星ケ丘、広見北町、広見東町、池田町であり、公立中学校の進学先は関市立緑ヶ丘中学校である[2]。

## 沿革
- 1873年（明治6年） - 文開義校が開校。小瀬村と池尻村の児童が通学する。永昌寺[注釈 1]を仮校舎とする。
- 1880年（明治13年） - 池尻村に池尻分教場を設置。
- 1884年（明治17年） - 池尻分教場が分立し、池尻学校になる。
- 1886年（明治19年） - 文開義校が小瀬村立公立小学校に改称する。
- 1889年（明治22年） - 
  - 小瀬村と池尻村が合併し、瀬尻村が発足。
  - 池尻学校が池尻簡易科小学校に改称する。
- 1891年（明治24年） - 公立小学校が小瀬尋常小学校に改称する。
- 1897年（明治30年） - 池尻簡易科小学校が池尻尋常小学校に改称する。
- 1905年（明治38年） - 小瀬尋常小学校が瀬尻尋常小学校に改称する。
- 1937年（昭和12年） - 瀬尻尋常小学校と池尻尋常小学校が統合され、瀬尻尋常小学校となる。現在地に移転。
- 1941年（昭和16年）4月1日 - 瀬尻国民学校に改称する。
- 1943年（昭和18年）10月1日 - 瀬尻村が関町に編入される。
- 1947年（昭和22年）4月1日 - 関町立瀬尻小学校に改称する。
- 1950年（昭和25年）10月15日 - 関町が市制施行し関市となる。同時に関市立瀬尻小学校に改称する。
- 1957年（昭和32年） - 広見地区[注釈 2]が校区に加わる。
- 1972年（昭和47年） - 体育館が完成。
- 1973年（昭和48年） - プールが完成。
- 1977年（昭和52年） - 新校舎が（鉄筋コンクリート造3階建）が完成。
- 1980年（昭和55年） - 校舎を増築する。
- 1982年（昭和57年） - 校舎を増築する。